# Erling Kroner
Erling Kroner (Copenhague, 16 de abril de 1943-2 de marzo de 2011) fue un trombonista y líder de banda danés.
Aunque nació en Copenhague, se formó en el Berklee College of Music de Boston durante 1969–70 y 1973–74. Aunque comenzó a tocar como profesional ya en 1961, entre ellos los Dixieland Stompers. Kroner empezó a ser el referente de músico de vanguardia, con el saxofonista John Tchicai y con el grupo rock Melvis & His Gentlemen. A principios de 1967, Kroner tocó formó su propio grupo, que permaneció activo durante toda su vida, y que principalmente era un quinteto.
En la década de los 70, Kroner tocó en el NDR's Big Band de Hamburgo. De 1973 a 1986, Kroner fue miembro del DR Big Band y tocó en bandas como la de Leif Johanssons o la Lasse Beijbom. A mediados de los 90, fue líder de la banda junto a Lasse Beijbom de la The Beijbom-Kroner Big Band. En 2004 Kroner y el saxofonista Ed Epstein formaron la banda Bari-Bone Connection, que grabó el álbum Bari My Heart.
Erling Kroner murió en su casa de Copenhague el 2 de marzo de 2011 a causa de un cáncer que padecía desde hace tiempo.

## Discografía
- The Forgotten Art (1977)
- Erling Kroner Tentet – Entre Dos Cielos (1982)
- Erling Kroner en Buernos Aires (1991)
- Erling Kroner Dark Side Orchestra (1992)
- Beijbom / Kroner Big Band – Opposites Attract (1997)
- Erling Kroner Dream Quintet – Ahi va el negro (1998)
- Erling Kroner Dream Quintet – Trombomissimo (1999)
- Beijbom / Kroner Big Band – Tango for Bad People (2004)
- Erling Kroner New Music Orchestra – Tango Jalousie and all that Jazz (2005)
- Erling Kroner New Music Orchestra – The Mariposa Project – Live on Jazzhouse (2007)
- Erling Kroner New Music Orchestra – EKNMO B3 (2008)
- The Epstein – Kroner Bari Bone Connection – Bari My Heart (2008)